# ریوزدل پارک
ریوزدل پارک (به انگلیسی: Ravensdale Park) یک روستا و محله مدنی در بریتانیا است که در دره امبر واقع شده‌است.